# 天船增七
鹿豹座3，又名BD+52 865，HD 29317、SAO 24743、HR 1467，是鹿豹座的一颗恒星，视星等为5.05，位于銀經153.32，銀緯4.26，其B1900.0坐标为赤經4h 32m 1.9s，赤緯+52° 4.26′ 49″。